# كابيلا دو ألتو أليغري
كابيلا دو ألتو أليغري بلدية في ولاية باهيا في المنطقة الشمالية الشرقية من البرازيل.